# Ruth Tabrah
Ruth Tabrah (* 28. Februar 1921 in Buffalo; † 8. April 2004 in Honolulu) war eine US-amerikanische Schriftstellerin, deren Werk sozialkritische Romane, Kinderbücher und Arbeiten über die Geschichte und Kultur von Hawaii umfasst.

## Leben
Tabrah studierte an der University at Buffalo Journalismus. 1950 erregte sie mit ihrem Buch Pulaski Place Aufsehen, das sich dem Schicksal polnischer Einwanderer in den USA widmete. Es folgten weitere Romane.
In den 1950er-Jahren zog sie nach Hawaii, wo sie mehr als vier Jahrzehnte lebte. Sie setzte sich ausführlich mit dem Leben und der Kultur der indigenen Bevölkerung auseinander. Als Frucht entstanden mehrere Werke über die Geschichte Hawaiis und zahlreiche Kinderbücher.
Tabrah unterhielt intensive Kontakte nach Asien und Europa. Bei einem längeren Studienaufenthalt in Japan setzte sich Tabrah mit der Philosophie und Praxis des mittelalterlichen buddhistischen Meisters Shinran auseinander, über den sie 1995 den Roman The Monk who dared veröffentlichte. Sie schrieb mehrere Bücher über den Buddhismus. Tabrah war mit dem Philosophen und Schriftsteller Volker Zotz befreundet und engagierte sich in Wien im Komitee zur Vorbereitung der Gründung des interkulturellen Projekts Komyoji, dessen Beirat sie bis zu ihrem Tod angehörte.

## Werke
- Pulaski Place. New York: Harper 1950
- The voices of others. New York: Putnam 1959
- Hawaii. A History. New York: Norton 1984
- The Monk who dared. A Novel about Shinran. Kailua (Hawaii): Press Pacifica 1995